# Mika Häkkinen
Mika Pauli Häkkinen (Vantaa, 28. rujna 1968.), bivši finski vozač Formule 1.
Svjetsko prvenstvo osvojio je 2 puta: 1998. i 1999. godine. 
Od 2005. godine vozi za Mercedesovu momčad u DTM-u, njemačkom prvenstvu turističkih automobila.

## Postignuća

### Potpuni pregled rezultata u DTM seriji
(legenda) (Utrke označene debelim slovima označuju najbolju startnu poziciju) (Utrke označene kosim slovima označuju najbrži krug utrke)
| Godina | Momčad   | 1.     | 2.     | 3.     | 4.     | 5.      | 6.      | 7.     | 8.     | 9.      | 10.     | 11.    | Bodovi | Poredak |
| ------ | -------- | ------ | ------ | ------ | ------ | ------- | ------- | ------ | ------ | ------- | ------- | ------ | ------ | ------- |
| 2005.  | Mercedes | HOC 8  | EUR 3  | SPA 1  | BRN 13 | OSC Ret | NOR Ret | NÜR 4  | ZAN 12 | EUR 12  | IST 2   | HOC 15 | 30     | 5.      |
| 2006.  | Mercedes | HOC 4  | EUR 3  | OSC 9  | BRA 11 | NOR 3   | NÜR 12  | ZAN 11 | CAT 11 | BUG 2   | HOC Ret |        | 25     | 6.      |
| 2007.  | Mercedes | HOC 10 | OSC 17 | EUR* 1 | BRA 4  | NOR 9   | MUG 1   | ZAN 7  | NÜR 10 | CAT DSQ | HOC 17  |        | 22     | 8.      |

* Osvojio samo pola bodova radi pogreške koje su napravili organizatori utrke.
Pobjede u Formuli 1
| Sezona | Datum         | Velika Nagrada   | Staza             | Momčad           | Startna pozicija |
| ------ | ------------- | ---------------- | ----------------- | ---------------- | ---------------- |
| 1997.  | 26. listopada | Europe           | Jerez             | McLaren-Mercedes | 5                |
| 1998.  | 8. ožujka     | Australije       | Melbourne         | McLaren-Mercedes | 1                |
| 1998.  | 29. ožujka    | Brazila          | Interlagos        | McLaren-Mercedes | 1                |
| 1998.  | 10. svibnja   | Španjolske       | Barcelona         | McLaren-Mercedes | 1                |
| 1998.  | 24. svibnja   | Monaka           | Monte Carlo       | McLaren-Mercedes | 1                |
| 1998.  | 26. srpnja    | Austrije         | Spielberg         | McLaren-Mercedes | 3                |
| 1998.  | 2. kolovoza   | Njemačke         | Hockenheim        | McLaren-Mercedes | 1                |
| 1998.  | 27. rujna     | Luksemburga      | Nurburgring       | McLaren-Mercedes | 3                |
| 1998.  | 1. studenog   | Japana           | Suzuka            | McLaren-Mercedes | 2                |
| 1999.  | 11. travnja   | Brazila          | Interlagos        | McLaren-Mercedes | 1                |
| 1999.  | 30. svibnja   | Španjolske       | Barcelona         | McLaren-Mercedes | 1                |
| 1999.  | 13. lipnja    | Kanade           | Montreal          | McLaren-Mercedes | 2                |
| 1999.  | 15. kolovoza  | Mađarske         | Hungaroring       | McLaren-Mercedes | 1                |
| 1999.  | 31. listopada | Japana           | Suzuka            | McLaren-Mercedes | 2                |
| 2000.  | 7. travnja    | Španjolske       | Barcelona         | McLaren-Mercedes | 2                |
| 2000.  | 16. lipnja    | Austrije         | Spielberg         | McLaren-Mercedes | 1                |
| 2000.  | 13. kolovoza  | Mađarske         | Hungaroring       | McLaren-Mercedes | 3                |
| 2000.  | 27. kolovoza  | Belgije          | Spa-Francorchamps | McLaren-Mercedes | 1                |
| 2001.  | 13. srpnja    | Velike Britanije | Silverstone       | McLaren-Mercedes | 2                |
| 2001.  | 30. rujna     | SAD-a            | Indianapolis      | McLaren-Mercedes | 4                |